# .eu
.eu is het achtervoegsel van Europese domeinnamen. .eu-domeinnamen worden uitgegeven door EURid, dat verantwoordelijk is voor het topleveldomein 'eu'. Het .eu-topleveldomein is in 2013 het op 10 na grootste TLD.
De domeinnaam wordt in Europese landen ook wel gebruikt als de gewenste domeinnaam met het achtervoegsel van het betreffende land al in gebruik is.
Het .eu-domein is alleen aan te vragen door bedrijven en burgers in de Europese Unie.

## Geschiedenis
- Voor 7 december 2005 konden .eu-domeinnamen worden aangevraagd bij enkele webhostingbedrijven.
- Op 7 december 2005 om 11:00 ging de "Sunrise I"-periode in. Bepaalde domeinnamen werden beschikbaar gesteld voor houders van bepaalde rechten (handelsmerken enz.). Deze periode duurde tot en met 6 februari 2006.
- Op 7 februari 2006 om 11:00 ging de "Sunrise II"-periode in. De rechten voor Sunrise I werden licht versoepeld, zodat meer organisaties een domeinnaam konden registreren. Deze periode duurde tot en met 6 april 2006.
- Op 7 april 2006 om 11.00 ging de "Landrush"-periode in. Iedereen kan .eu-domeinen registreren. In de periode die hierop volgde waren er bijzonder veel aanvragen voor een .eu-domein.
- Op 26 juni werd de grens van 2.000.000 geregistreerde .eu-domeinnamen gepasseerd. Nederlanders hebben daarvan 234.690 adressen in handen.
- In maart 2016 kondigde het EURid een cyrillische versie van het .eu-domein aan.[3] Vanaf 1 juni 2016 werd het mogelijk een .ею-domein te registreren.
- Op 14 november 2019 volgde de Griekse variant .ευ.[4]
- In januari 2021 werden 81.000 eu-domeinen van Britten stopgezet, omdat zij als gevolg van de brexit geen adres meer in de Europese Unie hebben.[2]

## Europese Unie
.eu.int was tot 9 mei 2006 het subdomein dat gebruikt werd door met name de Europese Commissie en het Europees Parlement, gebaseerd op het generieke topleveldomein .int voor internationale instellingen met eu als second-level-domein. In december 2005 werd .eu geïntroduceerd waarbij op 9 mei 2006 (Europadag) de meeste domeinnamen eindigend op .eu.int verhuisden naar .europa.eu.